# Масерија Кагадијаволи (Потенца)
Масерија Кагадијаволи (итал. Masseria Cagadiavoli) је насеље у Италији у округу Потенца, региону Базиликата.
Према процени из 2011. у насељу је живело 92 становника. Насеље се налази на надморској висини од 830 м.